# ズデニェク・フジブ
ズデニェク・フジブ （1981年5月21日 - ）は、チェコの医師、介護士、政治家。2018年11月からプラハ市長を務める（在任中）。チェコ海賊党所属。

## 生い立ち
1981年5月21日、ズリーン州のスラヴィチーンに生まれる。プラハのカレル大学で医学を学び、台湾への留学経験がある。
その後、フジブは介護産業のデジタル化を目指し、介護業界で管理職を歴任した。 2012年以来、彼は非営利団体の創設者兼運営責任者として、介護産業に携わるとともに、ヘルスケア商品を買う消費者の消費者保護活動にも取り組んだ。
2013年にはフジブはチェコ海賊党の登録支持者となり、 2014年のプラハ市議会議員選挙に出馬したが、落選した。

## プラハ市長（2018年〜現在）

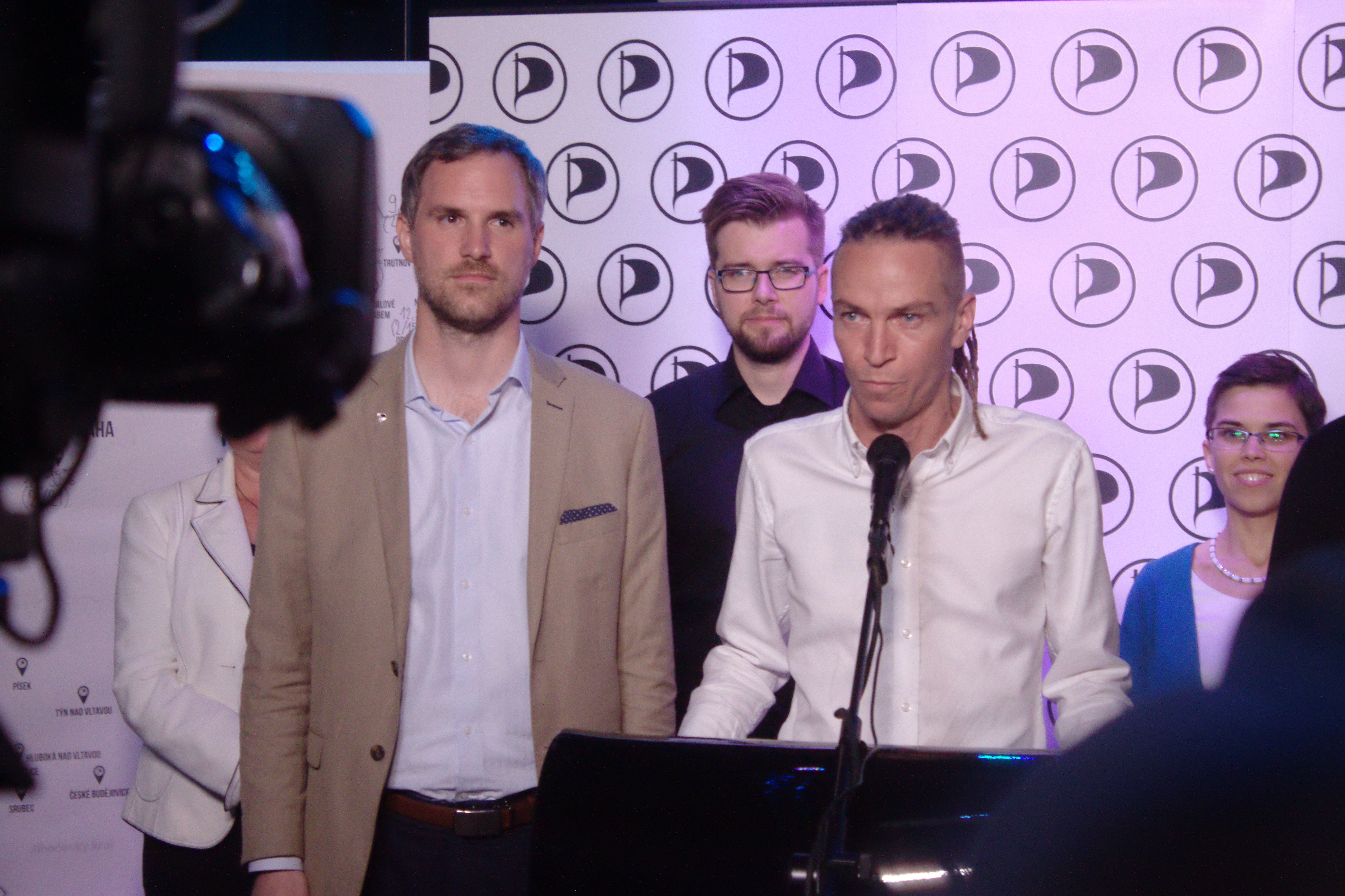
フジブ（左）

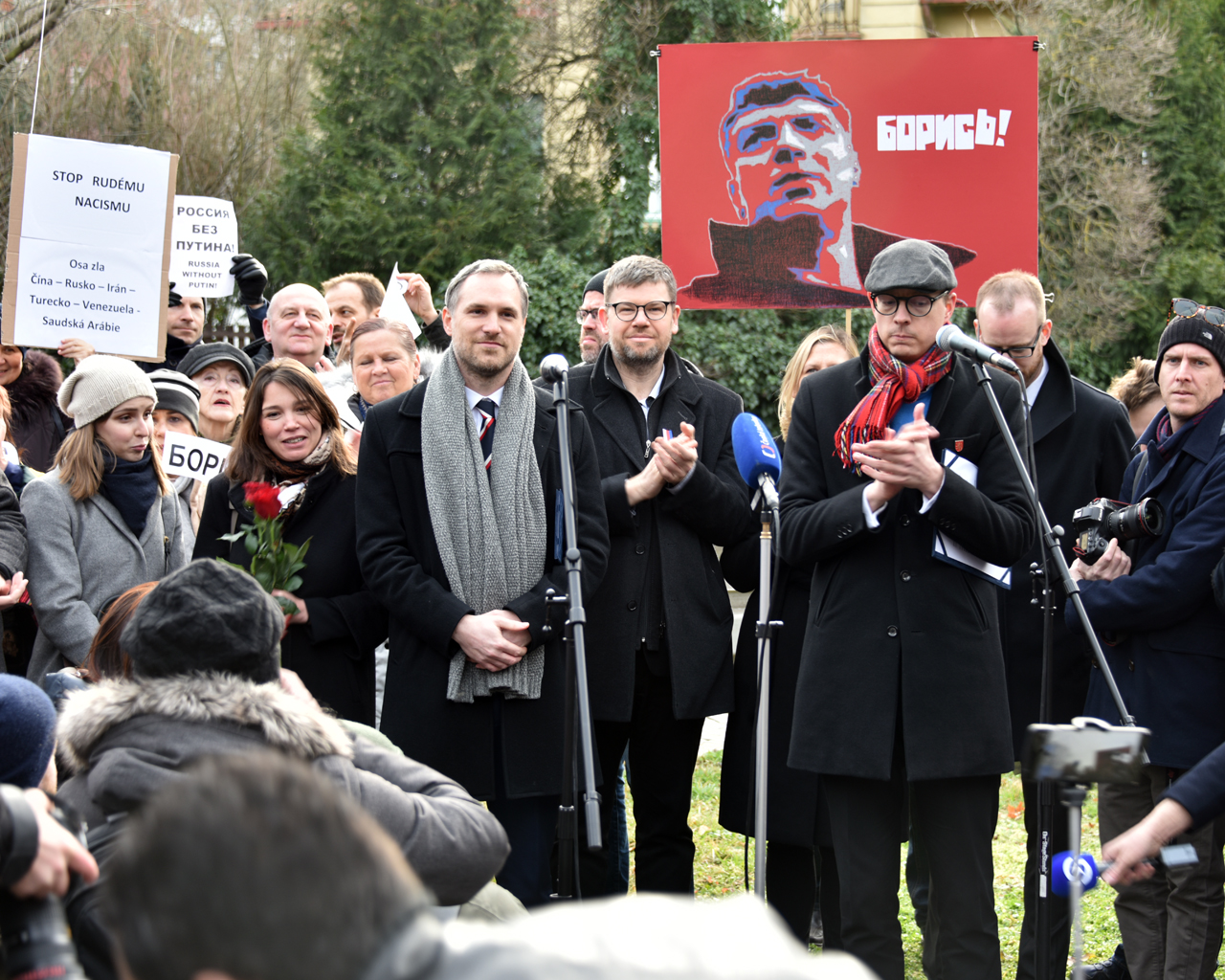
2020年2月、ロシアの反体制派ボリス・ネムツォフ暗殺事件に関連した広場の改名式にて。

海賊党は、2018年プラハ市議会議員選挙で第2党となり、プラハ市議会で全65議席中13議席を獲得し、第3党および第4党と連立を組んだ。フジブは75,082票もの個人票を得る海賊党プラハ市連の中心的人物であり、有力な海賊党の市長候補者であった。2018年11月15日にプラハ市議会の市長選出選挙において市長に選出され、（間接選挙制をとる） アドリアーナクルナショヴァの後任として就任した。

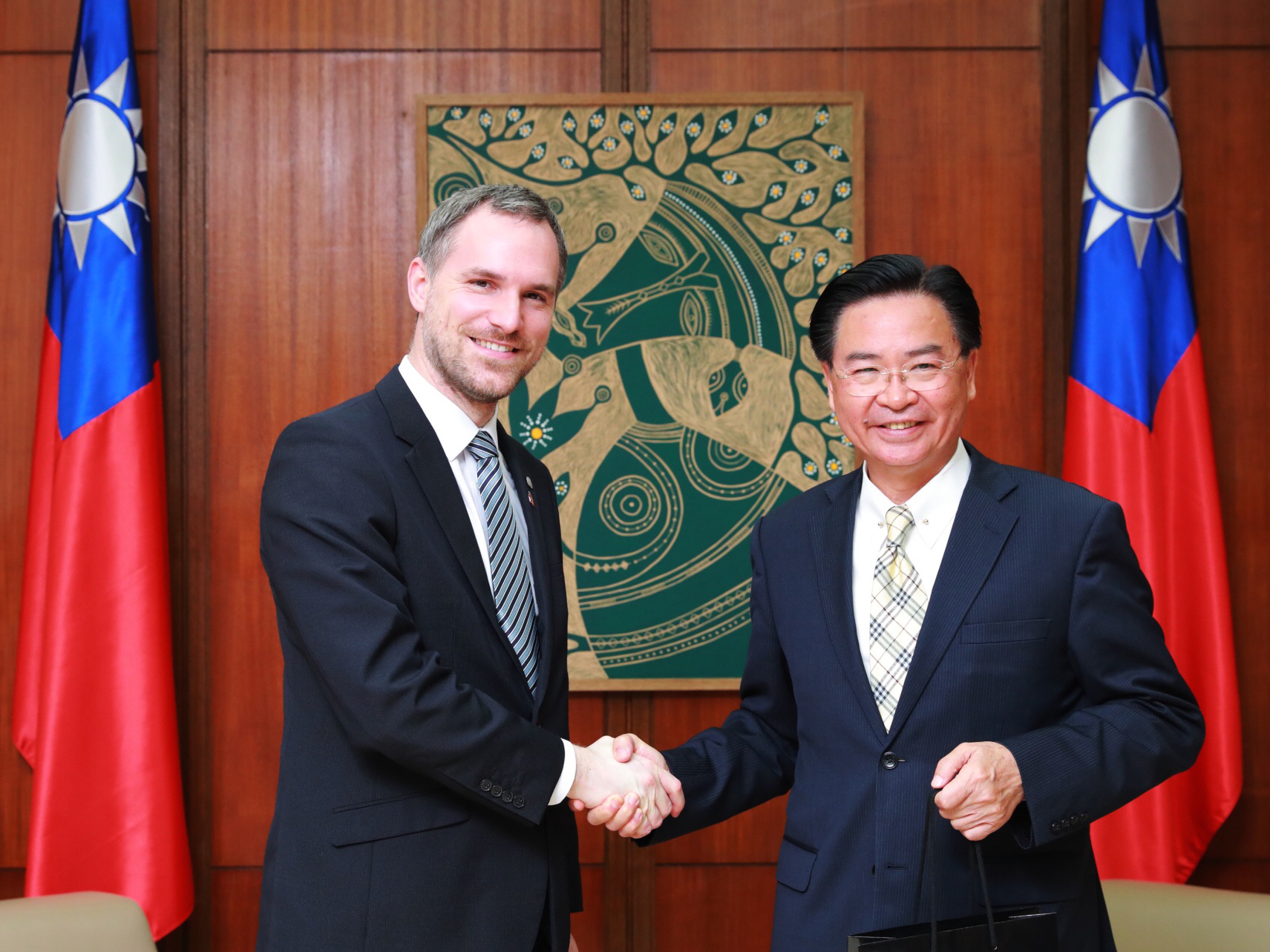
2019年4月、中華民国外交部長(外務大臣)の呉釗燮と

2018年、中国大使に台湾の代表を追放するよう要請されたが、フジブはこれを拒否した。プラハと北京は姉妹都市提携結んでおり、これは一つの中国が前提であるが、この一つの中国理論を尊重しない方針を示したのである。 また、文化の政治利用ともいえるプラハフィルハーモニアの中国ツアー開催禁止という中国側の報復措置を批判した。 イギリス・ガーディアン紙によれば、「（チベット、ウイグルでの民族浄化政策や香港の自治権剥奪、法輪功弾圧など人権無視の動きを見せる中国共産党政府に強く当たることによって）チェコ共和国の人権擁護者としてのイメージ」を回復させる責務を感じたからだという。 
2019年1月17日には、市議会に対し、2019年1月13日に暗殺されたポーランド・グダニスクの元市長であるバベウ・アダモビッチを記念し、プラハの通りの一つを彼に因んだ名称にへと改称する意向を示した。2019年6月5日、アダモビッチの名を冠したリーグロヴィサディ公園内の通りが正式に開通した。
2019年12月、「自由都市の協定」に署名した。 これは法の支配、社会正義、寛容と文化的多様性を謳うものであり、フジブのこれらの価値観を重視する姿勢が見て取れる。 2020年4月には、社会主義時代の象徴とされていたイワン・コーネフ像の撤去を命じた。